# Wurzel Mediengruppe

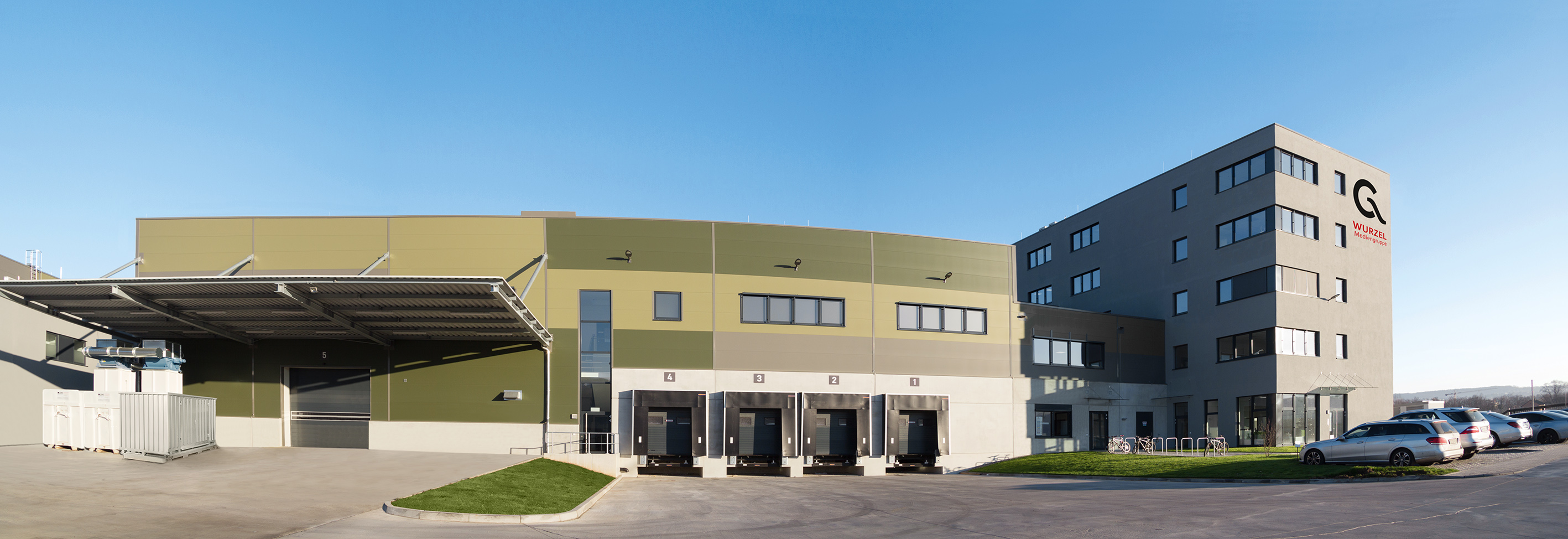
Wurzel Mediengruppe in Esslingen
Verwaltung und Produktion

Die Wurzel Mediengruppe ist ein Verbund von zwölf deutschen Unternehmen an sechs Standorten, zu deren Dienstleistungen Digitaldruck, Bogen- und Rollenoffsetdruck, Buchherstellung, Fotografie und Mediengestaltung, Virtual-Reality-Anwendungen und mobile Apps gehören. Die Gruppe zählt zu den zehn größten Akzidenzdruckern in Baden-Württemberg. Teil des Verbunds ist unter anderem die Dr. Cantz‘sche Druckerei Medien, die im Bereich Druck von Kunstpublikationen in originalgetreuer Reproduktionsqualität eine international marktbeherrschende Stellung besitzt und auch die Werkverzeichnisse bedeutender Künstler wie Ernst Wilhelm Nay und Gerhard Richter erstellt und pflegt. International bekannt wurde Cantz 1968 mit dem Druck des Kataloges zur Bauhaus-Ausstellung in Stuttgart. Seit dieser Zeit ist Cantz ein Begriff in der Kunstwelt und vor allem in der amerikanischen Museumswelt wie dem MoMA in New York und dem San Francisco Museum of Modern Art.

## Geschichte
Den Grundstein zur Wurzel Mediengruppe legte Heinz Wurzel 2002 mit der Übernahme der Druckerei Scheel in Waiblingen. Seither baute der gelernte Drucker das Unternehmen weiter aus. Gegen den Branchentrend erwarb bzw. gründete er nach und nach die heute zur Gruppe gehörenden 12 Firmen. Einige dieser Betriebe wie z. B. Cantz, Schefenacker und Wirtz weisen eine lange Tradition auf und wurden so vor der Schließung bewahrt.
Seit der Gründung wuchs die Mitarbeiter- und Umsatzzahl kontinuierlich. Insgesamt erwirtschaftet der Firmenverbund heute mit insgesamt 365 Mitarbeitern circa 50 Mio. Euro Jahresumsatz. Diese Entwicklung ist vor allem auf die Verknüpfung von Druckerzeugnissen und neuen Medien zurückzuführen.
Der Verbund wird vom Inhaber Heinz Wurzel geführt. Hauptsitz war bis 2017 Waiblingen, im Oktober 2017 wurde ein neues Firmengebäude in Esslingen bezogen, das heute die meisten Firmen beherbergt. Weitere Standorte sind Baden-Baden, Düsseldorf, Schwäbisch Hall, Speyer und Berlin.
Im November 2020 hat die Wurzel Mediengruppe für mehrere Firmen Insolvenzanträge gestellt. Als Grund wird u. a. der anhaltende Preisdruck in der Branche genannt.

## Unternehmensstruktur
Die Unternehmen der Gruppe sind rechtlich selbständig und auf unterschiedliche Schwerpunkte spezialisiert. Laut Unternehmenswebsite arbeiten die Disziplinen im Verbund synergistisch zusammen.
| Firma/Marke                                     | Übernahme | Standort                  | Schwerpunkte/Spezialkompetenz | Gründung/Historie |
| ----------------------------------------------- | --------- | ------------------------- | --- | --- |
| Gmähle-Scheel Print-Medien GmbH                 | 2002      | Esslingen Schwäbisch Hall | Bogenoffset, Veredelung, Weiterverarbeitung, Logistik Rollenoffsetdruck für große Auflagen; Spezialkompetenz: 8-Seiter | 1936 Gründung Druckerei Scheel durch Emil Scheel, 2002 Übernahme durch Heinz Wurzel, 2009 Verschmelzung der Rollendruckerei Gmähle (Übernahme: 2007) mit der Druckerei Scheel, 2018 Verschmelzung von Cannstatter Repro GmbH (Übernahme: 2002) mit Gmähle-Scheel, 2018 Verschmelzung von Schaupp Rollenoffset GmbH Co. KG (Übernahme: 2012) mit Gmähle-Scheel, Februar 2021 Stilllegung der Betriebsstätte Esslingen |
| Status Kommunikation und Verlag GbR             | ----      | Esslingen                 | Wirtschafts-, Standort-, Lifestyle-Publikationen | 2006 durch Heinz Wurzel und Fiona Beenker |
| Wurzel Medien GmbH                              | ----      | Esslingen Düsseldorf      | Pre- und Postproduction, Design, Rendering, CGI, 3D-Animationen, Augmented- und Virtual-Reality, Mobile Apps; Spezialkompetenzen für die Automobilindustrie | 2009 durch Heinz Wurzel, 2021 Eigentümerwechsel und Umfirmierung in Wurzel Digital GmbH |
| Flyer4Fun GmbH                                  | ----      | Esslingen                 | Onlinedruckerei für Bogen- und Rollenoffsetdruck | 2011 durch Heinz Wurzel und Michael Pfisterer |
| Dr. Cantz’sche Druckerei Medien GmbH            | 2011      | Esslingen                 | Bogenoffsetdruck von Premium-Magazinen und -Broschüren sowie Büchern; Kaltfolie; international führend bei Kunstbüchern und Ausstellungskatalogen; Spezialkompetenz: Erstellung, Datenpflege und Verwaltung von Bildarchiven, z. B. das gesamte Werkverzeichnis von Ernst Wilhelm Nay mit rund 1.300 Werken und von Gerhard Richter mit über 3.700 Arbeiten; 85 Jahre Expertise im Kunstbereich | 1933 durch Dr. Hugo Cantz, 1993 Übernahme durch die J. Fink Mediengruppe, 2011 Übernahme durch Heinz Wurzel, Februar 2021 Stilllegung |
| Dr. Cantz’sche Rollen-Offset GmbH               | ----      | Esslingen                 | Rollenoffsetdruck für große Auflagen | 2011 durch Heinz Wurzel |
| Dr. Cantz’sche Verlagsgesellschaft mbh & Co. KG | 2011      | Esslingen Berlin          | Verlag und Vertrieb von Kunstpublikationen und Kunsteditionen | 1960 durch Walter Cantz, 2011 Übernahme durch Heinz Wurzel, 2018 Marke Edition Cantz wird zur Firma Edition Cantz GmbH & Co. KG, 2020 Umfirmierung in Dr. Cantz’sche Verlagsgesellschaft mbh & Co. KG (DCV) |
| DigitalReproDruck GmbH                          | 2012      | Esslingen                 | Digitaldruck in Klein- und Großauflagen; Spezialkompetenz: Digitaldruck auf Rolle, Format in der Länge unbegrenzt | 1993 durch Wolfgang Vogel, Februar 2021 Stilllegung |
| digital art book                                | ----      | Esslingen                 | Digitaldruck für Kleinauflagen in Kunstdruckqualität für hochwertige Publikationen wie Kunstbücher, Geschäftsberichte, Imagebroschüren, Bücher, Vorab- und Sprachversionen etc. | 2015 durch Heinz Wurzel |
| Markom GmbH & Co. KG                            | 2015      | Baden-Baden               | Kommunikationsagentur spezialisiert auf die Bereiche Apotheken-, Pharma- und Gesundheitsmarkt | 2015 Übernahme durch Heinz Wurzel, 2020 Übernahme durch die Isartal Health Media, einem Unternehmen der Verlagsgruppe Wort & Bild |
| Schefenacker Medien GmbH & Co. KG               | 2016      | Esslingen                 | Druck von Broschüren, Flyern, Plakaten, Herstellung von Auktionskatalogen | 1925 durch Betz und Vollmer, 1956 Übernahme durch Erwin Schefenacker, 1983 Übernahme der Töchter Heiderose Wacker (geb. Schefenacker) und Margitta Schefenacker, 1994 Übernahme aller Anteile durch Heiderose Wacker, 2000 Einstieg von Sohn Till Wacker, 2016 Übernahme durch Heinz Wurzel, Februar 2021 Stilllegung                                                                                                |
| Wirtz Medien GmbH & Co. KG                      | 2016      | Speyer                    | Bogen- und Rollenoffsetdruck inkl. Druckvorstufe, Digitaldruck, Veredelung, Weiterverarbeitung, Formstanzer, Buchherstellung und Logistik, Selfmailer; Spezialkompetenz Dünndruck: Sekundärpackmittel für die Pharmazeutische Industrie mit GMP-Zertifizierung (Good Manufacturing Practice), Beipackzettel, Montageanleitungen                                                                 | 1866 als Jaeger’sche Buchdruckerei, Übernahme 1989 durch Walter Wirtz, 2016 Übernahme durch Heinz Wurzel |

## Auszeichnungen
- 2019, Management Award[18] für Heinz Wurzel
- 2017, Nominierung zum Drucker des Jahres. Der Preis wird vergeben vom Branchendienst Druck&Medien,[19] Das Magazin für Führungskräfte, in Zusammenarbeit mit der Fachmesse drupa.
- 2017, Gregor International Calendar Award für Top-Digitalqualität (mit den Stuttgarter Fotografen Frank Bayh und Steff Rosenberger-Ochs)[20]
- 2014, PrintStars, Finalist des Innovationspreises der Deutschen Druckindustrie: intern – Die Mitarbeiterzeitung der Wurzel Mediengruppe[21], Rubrik Kundenmagazine und Mitarbeiterzeitschriften
- 2013, PrintStars, Gold-Preisträger des Innovationspreises der Deutschen Druckindustrie: 360° – Ein Magazin der Wurzel Mediengruppe[22], Rubrik Kundenmagazine und Mitarbeiterzeitschriften
- 2013, PrintStars, Sonderpreis Kreativste Bildsprache des Innovationspreises der Deutschen Druckindustrie: Das neue BFF-Magazin, BFF Bund Freischaffender Fotodesigner e.V., Stuttgart, Rubrik Kreativste Bildsprache
- 2013, PrintStars, Sonderpreis des Innovationspreises der Deutschen Druckindustrie: UV Days 2013, crossmediale Verpackung als Kundengeschenk, IST Metz, Rubrik Print-Gimmick des Jahres
- 2013, PrintStars, Silber-Preisträger des Innovationspreises der Deutschen Druckindustrie: UV Days 2013, crossmediale Verpackung als Kundengeschenk, IST Metz, Rubrik Crossmediale Vernetzung Print / Online

## Kritik
Kurz nach der Übernahme der Druckerei Schaupp 2012 beabsichtigte die Wurzel Mediengruppe wegen des hohen Investitionsvolumens aufgrund von Umweltauflagen Mitarbeiter zu entlassen. Schaupp war technisch in einem weit schlechteren Zustand als angenommen. Durch eine Übereinkunft mit den Mitarbeitern und der Umweltbehörde im Jahr 2014 konnten die hohen Investitionen getätigt werden und das Unternehmen weiterbestehen.